# Binanderski jezici
Binanderski jezici, skupina transnovogvinejskih jezika koji se govore na području Papue Nove Gvineje. Sastoj ise od dvije uže podskupine, binandere s 12 jezika i Guhu-Samane, s jednim i istoimenim jezikom [guhu-samane jezik|ghs] (12.800; 2000 popis).
U prave binanderske jezike pripadaju aeka [aez]; baruga [bjz]; binandere [bhg]; doghoro [dgx]; ewage-notu [nou]; gaina [gcn]; hunjara-kaina ke [hkk]; korafe-yegha [kpr]; orokaiva [okv]; suena [sue]; yekora [ykr]; i zia [zia]
Najveći broj govornika ima jezik orokaiva (2000 popis), a slijede ga ewage-notu 12,900 (1988 SIL), hunjara-kaina ke 8,770 (2000 popis) i binandere po koje m skupina dobiva ime 7.000 (2007 SIL).

## Vanjske poveznice
- Ethnologue (14th)
- Ethnologue (15th)